# Novotel-Ligue (2020/2021)
Novotel-Ligue 2020/2021 – 63. sezon mistrzostw Luksemburga zorganizowany przez Luksemburski Związek Piłki Siatkowej (Fédération Luxembourgeoise de Volleyball, FLVB). Zainaugurowany został 3 października 2020 roku i trwał do 15 maja 2021 roku. 
W Novotel-Ligue uczestniczyło osiem drużyn. Po zakończeniu sezonu 2019/2020 z rozgrywek wycofał się klub Volley 80 Pétange, natomiast z Division 1 dołączył zespół VB Echternach.
Rozgrywki składały się z fazy zasadniczej, fazy play-off oraz fazy play-down. Faza zasadnicza ze względu na problemy terminarzowe związane z pandemią COVID-19 została skrócona i drużyny rozegrały między sobą tylko po jednym spotkaniu. W fazie play-off uczestniczyły cztery najlepsze drużyny fazy zasadniczej. Składała się z półfinałów, meczu o 3. miejsce i finałów. W fazie-play down rywalizacja toczyła się o miejsca 5-8.
Po raz piętnasty mistrzem Luksemburga został VC Strassen, który w finałach fazy play-off pokonał VC Lorentzweiler. Trzecie miejsce zajął Escher VBC.
W sezonie 2020/2021 żaden klub z Luksemburga nie występował w europejskich pucharach.

## System rozgrywek
Novotel-Ligue w sezonie 2020/2021 składa się z fazy zasadniczej, fazy play-off oraz fazy play-down.

### Faza zasadnicza
W fazie zasadniczej uczestniczy 8 drużyn. Ze względu na problemy terminarzowe związane z pandemią COVID-19 rozgrywają między sobą po jednym spotkaniu. Cztery najlepsze drużyny uzyskują awans do fazy play-off, pozostałe trafiają do fazy play-down.

### Faza play-off
Faza play-off składa się z półfinałów, meczu o 3. miejsce i finałów.
Pary półfinałowe tworzone są na podstawie miejsc z fazy zasadniczej według klucza: 1-4, 2-3. Rywalizacja toczy się do dwóch wygranych meczów ze zmianą gospodarza po każdym spotkaniu. Gospodarzem pierwszego meczu jest drużyna, która w fazie zasadniczej zajęła wyższe miejsce.
Przegrani w parach półfinałowych rozgrywają jedno spotkanie o 3. miejsce. Gospodarzem jest drużyna, która w fazie zasadniczej zajęła wyższe miejsce.
W finałach rywalizacja toczy się do dwóch wygranych meczów na zasadach analogicznych jak w półfinałach.

### Faza play-down
W fazie play-down drużyny rywalizują o miejsca 5-8. Rozgrywają one między sobą po dwa spotkania systemem kołowym (mecz u siebie i rewanż na wyjeździe). Do tabeli wliczane są wszystkie mecze rozegrane w fazie zasadniczej.

## Drużyny uczestniczące
| | Novotel-Ligue 2020/2021 |   |
| --- | ----------------------- | - |
| STR | VC Strassen             | 1 |
| ESC | Escher VBC              | 2 |
| FEN | VC Fentange             | 3 |
| DIE | CHEV Diekirch           | 4 |
| BRT | Volley Bartreng         | 5 |
| LOR | VC Lorentzweiler        | 6 |
| BEL | VC Belair               | 7 |
| | Awans z Division 1      |   |
| ETR | VB Echternach           | 6 |
| Oznaczenia: - kolumna pierwsza – skróty nazw drużyn wpisane na mapie (jeśli ta została zamieszczona), - kolumna trzecia – miejsce zajęte przez daną drużynę w poprzednim sezonie. |                         |   |

Uwagi:
- W sezonie 2019/2020 ze względu na przedwczesne zakończenie rozgrywek z powodu szerzenia się zakażeń wirusem SARS-CoV-2 nie wyłoniono mistrza Luksemburga. W tabeli podane zostały miejsca, które poszczególne zespoły zajęły w fazie zasadniczej.
- Klub Volley 80 Pétange wycofał się z Novotel-Ligue po zakończeniu sezonu 2019/2020.
- VB Echternach uzyskał prawo do gry w Novotel-Ligue, ponieważ wszystkie zespoły, które zajęły wyższe miejsca w Division 1 w sezonie 2019/2020, były drugimi drużynami klubów uczestniczących w Novotel-Ligue.

## Hale sportowe
| Klub             | Hala sportowa                    | Miejscowość      |
| ---------------- | -------------------------------- | ---------------- |
| CHEV Diekirch    | Hall omnisports                  | Diekirch         |
| Escher VBC       | Centre omnisports Henri Schmitz  | Esch-sur-Alzette |
| VB Echternach    | Hall omnisports                  | Echternach       |
| VC Belair        | Hall sportif                     | Luksemburg       |
| VC Fentange      | Centre sportif Holleschbierg     | Hesperange       |
| VC Lorentzweiler | Hall des sports                  | Lorentzweiler    |
| VC Strassen      | Hall omnisports                  | Strassen         |
| Volley Bartreng  | Centre culturel et sportif Atert | Bertrange        |

## Faza zasadnicza

### Tabela wyników
| Gospodarz \ Gość1 | STR | ESC | FEN | DIE | BRT | LOR | BEL | ETR |
| ----------------- | --- | --- | --- | --- | --- | --- | --- | --- |
| VC Strassen       | -   | 3:2 | -   | 3:0 | -   | 3:1 | -   | 3:0 |
| Escher VBC        | -   | -   | 2:3 | -   | 3:1 | -   | 3:0 | -   |
| VC Fentange       | 3:1 | -   | -   | 3:0 | -   | 0:3 | -   | -   |
| CHEV Diekirch     | -   | 1:3 | -   | -   | 3:1 | -   | 3:0 | -   |
| Volley Bartreng   | 0:3 | -   | 0:3 | -   | -   | 0:3 | -   | -   |
| VC Lorentzweiler  | -   | 3:1 | -   | 3:2 | -   | -   | 3:0 | 3:0 |
| VC Belair         | 0:3 | -   | 0:3 | -   | 1:3 | -   | -   | 3:2 |
| VB Echternach     | -   | 0:3 | 0:3 | 1:3 | 0:3 | -   | -   | -   |

Źródło: FLVB (fr.)
1 Drużyna gospodarzy jest wymieniona po lewej stronie tabeli.
Kolory:
  zwycięstwo gospodarzy 3:0 lub 3:1
  zwycięstwo gospodarzy 3:2
  zwycięstwo gości 3:0 lub 3:1
  zwycięstwo gości 3:2

### Terminarz i wyniki spotkań
| Data       | Godz. | Gospodarz        | Rezultat                                | Gość             |
| ---------- | ----- | ---------------- | --------------------------------------- | ---------------- |
| 1. KOLEJKA |       |                  |                                         |                  |
| 03.10.2020 | 19:30 | VC Strassen      | 3:0 (25:8, 25:19, 25:12)                | VB Echternach    |
| 03.10.2020 | 19:00 | Escher VBC       | 3:0 (25:16, 25:16, 25:20)               | VC Belair        |
| 03.10.2020 | 20:30 | VC Fentange      | 0:3 (24:26, 16:25, 22:25)               | VC Lorentzweiler |
| 03.10.2020 | 20:00 | CHEV Diekirch    | 3:1 (25:18, 25:23, 20:25, 25:17)        | Volley Bartreng  |
| 2. KOLEJKA |       |                  |                                         |                  |
| 10.10.2020 | 20:00 | VC Belair        | 0:3 (18:25, 13:25, 18:25)               | VC Strassen      |
| 10.10.2020 | 19:30 | VC Lorentzweiler | 3:1 (25:19, 25:16, 23:25, 25:15)        | Escher VBC       |
| 11.10.2020 | 20:00 | Volley Bartreng  | 0:3 (18:25, 18:25, 22:25)               | VC Fentange      |
| 10.10.2020 | 17:00 | VB Echternach    | 1:3 (20:25, 15:25, 27:25, 18:25)        | CHEV Diekirch    |
| 3. KOLEJKA |       |                  |                                         |                  |
| 17.10.2020 | 20:00 | VC Strassen      | 3:1 (25:19, 23:25, 25:23, 25:17)        | VC Lorentzweiler |
| 17.10.2020 | 20:00 | Escher VBC       | 3:1 (25:22, 23:25, 25:21, 25:12)        | Volley Bartreng  |
| 27.03.2021 | 19:00 | VC Fentange      | 3:0 (25:22, 25:21, 26:24)               | CHEV Diekirch    |
| 17.10.2020 | 20:00 | VC Belair        | 3:2 (20:25, 22:25, 25:17, 25:20, 15:8)  | VB Echternach    |
| 4. KOLEJKA |       |                  |                                         |                  |
| 28.02.2021 | 18:30 | Volley Bartreng  | 0:3 (17:25, 19:25, 20:25)               | VC Strassen      |
| 28.02.2021 | 17:00 | CHEV Diekirch    | 1:3 (27:29, 26:28, 25:23, 22:25)        | Escher VBC       |
| 27.02.2021 | 17:00 | VB Echternach    | 0:3 (15:25, 7:25, 16:25)                | VC Fentange      |
| 27.02.2021 | 19:30 | VC Lorentzweiler | 3:0 (25:16, 25:22, 25:14)               | VC Belair        |
| 5. KOLEJKA |       |                  |                                         |                  |
| 06.03.2021 | 19:30 | VC Strassen      | 3:0 (25:21, 25:13, 25:20)               | CHEV Diekirch    |
| 06.03.2021 | 20:00 | Escher VBC       | 2:3 (25:23, 13:25, 18:25, 25:23, 6:15)  | VC Fentange      |
| 06.03.2021 | 19:00 | VC Belair        | 1:3 (19:25, 15:25, 27:25, 15:25)        | Volley Bartreng  |
| 06.03.2021 | 19:30 | VC Lorentzweiler | 3:0 (25:14, 25:15, 25:15)               | VB Echternach    |
| 6. KOLEJKA |       |                  |                                         |                  |
| 14.03.2021 | 19:00 | VC Fentange      | 3:1 (13:25, 25:18, 25:18, 25:22)        | VC Strassen      |
| 13.03.2021 | 17:00 | VB Echternach    | 0:3 (17:25, 18:25, 20:25)               | Escher VBC       |
| 13.03.2021 | 17:00 | CHEV Diekirch    | 3:0 (34:32, 25:19, 25:22)               | VC Belair        |
| 13.03.2021 | 18:30 | Volley Bartreng  | 0:3 (23:25, 18:25, 20:25)               | VC Lorentzweiler |
| 7. KOLEJKA |       |                  |                                         |                  |
| 20.03.2021 | 19:30 | VC Strassen      | 3:2 (25:22, 23:25, 19:25, 25:21, 15:10) | Escher VBC       |
| 20.03.2021 | 19:00 | VC Belair        | 0:3 (14:25, 17:25, 7:25)                | VC Fentange      |
| 20.03.2021 | 19:30 | VC Lorentzweiler | 3:2 (25:15, 25:22, 24:26, 25:27, 15:12) | CHEV Diekirch    |
| 20.03.2021 | 17:00 | VB Echternach    | 0:3 (23:25, 21:25, 14:25)               | Volley Bartreng  |

### Tabela
| Lp. | Drużyna          | Pkt | Mecze | Mecze | Mecze | Rodzaj wyniku | Rodzaj wyniku | Rodzaj wyniku | Rodzaj wyniku | Rodzaj wyniku | Rodzaj wyniku | Sety | Sety | Sety  | Małe punkty | Małe punkty | Małe punkty |
| Lp. | Drużyna          | Pkt | M     | W     | P     | 3:0           | 3:1           | 3:2           | 2:3           | 1:3           | 0:3           | wyg. | prz. | stos. | zdob.       | str.        | stos.       |
| --- | ---------------- | --- | ----- | ----- | ----- | ------------- | ------------- | ------------- | ------------- | ------------- | ------------- | ---- | ---- | ----- | ----------- | ----------- | ----------- |
| 1   | VC Strassen      | 17  | 7     | 6     | 1     | 4             | 1             | 1             | 0             | 1             | 0             | 19   | 6    | 3.17  | 588         | 473         | 1.24        |
| 2   | VC Lorentzweiler | 17  | 7     | 6     | 1     | 4             | 1             | 1             | 0             | 1             | 0             | 19   | 6    | 3.17  | 597         | 494         | 1.21        |
| 3   | VC Fentange      | 17  | 7     | 6     | 1     | 4             | 1             | 1             | 0             | 0             | 1             | 18   | 6    | 3     | 562         | 447         | 1.26        |
| 4   | Escher VBC       | 14  | 7     | 4     | 3     | 2             | 2             | 0             | 2             | 1             | 0             | 17   | 11   | 1.55  | 618         | 603         | 1.02        |
| 5   | CHEV Diekirch    | 10  | 7     | 3     | 4     | 1             | 2             | 0             | 1             | 1             | 2             | 12   | 14   | 0.86  | 602         | 606         | 0.99        |
| 6   | Volley Bartreng  | 6   | 7     | 2     | 5     | 1             | 1             | 0             | 0             | 2             | 3             | 8    | 16   | 0.5   | 513         | 552         | 0.93        |
| 7   | VC Belair        | 2   | 7     | 1     | 6     | 0             | 0             | 1             | 0             | 1             | 5             | 4    | 20   | 0.2   | 447         | 579         | 0.77        |
| 8   | VB Echternach    | 1   | 7     | 0     | 7     | 0             | 0             | 0             | 1             | 1             | 5             | 3    | 21   | 0.14  | 409         | 582         | 0.7         |

Źródło: FLVB (fr.)
Punktacja: 3:0 i 3:1 – 3 pkt; 3:2 – 2 pkt; 2:3 – 1 pkt; 1:3 i 0:3 – 0 pkt
Zasady ustalania kolejności: 1. liczba punktów; 2. liczba zwycięstw; 3. stosunek setów; 4. stosunek małych punktów; 5. bilans w bezpośrednich meczach
     Faza play-off
     Faza play-down

## Faza play-off

### Drabinka
|  |           |                  |             |                  |           |                   |   |             |        |        |        |        |
|  | Półfinały | Półfinały        | Półfinały   | Półfinały        | Półfinały |                   |   | Finały      | Finały | Finały | Finały | Finały |
|  | Półfinały | Półfinały        | Półfinały   | Półfinały        | Półfinały |                   |   | Finały      | Finały | Finały | Finały | Finały |
|  |           |                  |             |                  |           |                   |   |             |        |        |        |        |
|  |           |                  |             |                  |           |                   |   |             |        |        |        |        |
|  | 1         | VC Strassen      | 3           | 3                |           |                   |   |             |        |        |        |        |
|  | 1         | VC Strassen      | 3           | 3                |           |                   |   |             |        |        |        |        |
|  | 4         | Escher VBC       | 0           | 2                |           |                   |   |             |        |        |        |        |
|  | 4         | Escher VBC       | 0           | 2                |           |                   | 1 | VC Strassen | 3      | 3      |        |        |
|  |           |                  |             |                  |           |                   | 1 | VC Strassen | 3      | 3      |        |        |
|  |           |                  | 2           | VC Lorentzweiler | 0         | 1                 |   |             |        |        |        |        |
|  | 2         | VC Lorentzweiler | 2           | VC Lorentzweiler | 0         | 1                 | 3 | 0           | 3      |        |        |        |
|  | 2         | VC Lorentzweiler |             |                  |           |                   |   |             |        |        |        |        |
|  | 3         | VC Fentange      | 2           | 3                | 1         |                   |   |             |        |        |        |        |
|  | 3         | VC Fentange      | 2           | 3                | 1         | Mecz o 3. miejsce |   |             |        |        |        |        |
|  |           |                  |             |                  |           |                   |   |             |        |        |        |        |
|  |           |                  |             |                  |           |                   |   |             |        |        |        |        |
|  |           |                  |             |                  |           |                   |   |             |        |        |        |        |
|  | 3         | VC Fentange      | VC Fentange | VC Fentange      | 2         |                   |   |             |        |        |        |        |
|  | 3         | VC Fentange      | VC Fentange | VC Fentange      | 2         |                   |   |             |        |        |        |        |
|  | 4         | Escher VBC       | Escher VBC  | Escher VBC       | 3         |                   |   |             |        |        |        |        |
|  | 4         | Escher VBC       | Escher VBC  | Escher VBC       | 3         |                   |   |             |        |        |        |        |

### Półfinały
(do dwóch zwycięstw)
| Data                 | Godz.                | Gospodarz            | Rezultat                                | Gość             |
| -------------------- | -------------------- | -------------------- | --------------------------------------- | ---------------- |
| VC Strassen (1)      | VC Strassen (1)      | VC Strassen (1)      | 2 – 0                                   | (4) Escher VBC   |
| 17.04.2021           | 19:30                | VC Strassen          | 3:0 (25:21, 25:21, 25:22)               | Escher VBC       |
| 24.04.2021           | 18:00                | Escher VBC           | 2:3 (18:25, 25:21, 19:25, 25:21, 11:15) | VC Strassen      |
| VC Lorentzweiler (2) | VC Lorentzweiler (2) | VC Lorentzweiler (2) | 2 – 1                                   | (3) VC Fentange  |
| 17.04.2021           | 19:30                | VC Lorentzweiler     | 3:2 (25:23, 25:20, 15:25, 15:25, 15:9)  | VC Fentange      |
| 24.04.2021           | 19:00                | VC Fentange          | 3:0 (25:17, 25:22, 25:11)               | VC Lorentzweiler |
| 25.04.2021           | 17:00                | VC Lorentzweiler     | 3:1 (27:29, 28:26, 25:20, 25:17)        | VC Fentange      |

### Mecz o 3. miejsce
(jeden mecz)
| Data       | Godz. | Gospodarz   | Rezultat                                | Gość       |
| ---------- | ----- | ----------- | --------------------------------------- | ---------- |
| 01.05.2021 | 14:30 | VC Fentange | 2:3 (27:25, 25:22, 25:27, 26:28, 11:15) | Escher VBC |

### Finały
(do dwóch zwycięstw)
| Data            | Godz.           | Gospodarz        | Rezultat                         | Gość                 |
| --------------- | --------------- | ---------------- | -------------------------------- | -------------------- |
| VC Strassen (1) | VC Strassen (1) | VC Strassen (1)  | 2 – 0                            | (2) VC Lorentzweiler |
| 01.05.2021      | 19:30           | VC Strassen      | 3:0 (25:16, 25:16, 25:21)        | VC Lorentzweiler     |
| 09.05.2021      | 18:30           | VC Lorentzweiler | 1:3 (19:25, 25:20, 19:25, 22:25) | VC Strassen          |

## Faza play-down

### Tabela wyników
| Gospodarz \ Gość1 | DIE | BRT | BEL | ETR |
| ----------------- | --- | --- | --- | --- |
| CHEV Diekirch     | -   | 3:0 | 3:1 | 3:0 |
| Volley Bartreng   | 3:0 | -   | 3:0 | 3:0 |
| VC Belair         | 0:3 | 1:3 | -   | 3:0 |
| VB Echternach     | 0:3 | 1:3 | 3:2 | -   |

Źródło: FLVB (fr.)
1 Drużyna gospodarzy jest wymieniona po lewej stronie tabeli.
Kolory:
  zwycięstwo gospodarzy 3:0 lub 3:1
  zwycięstwo gospodarzy 3:2
  zwycięstwo gości 3:0 lub 3:1
  zwycięstwo gości 3:2

### Terminarz i wyniki spotkań
| Data       | Godz. | Gospodarz       | Rezultat                                | Gość            |
| ---------- | ----- | --------------- | --------------------------------------- | --------------- |
| 1. KOLEJKA |       |                 |                                         |                 |
| 17.04.2021 | 19:00 | VC Belair       | 0:3 (15:25, 21:25, 19:25)               | CHEV Diekirch   |
| 17.04.2021 | 17:00 | VB Echternach   | 1:3 (17:25, 25:27, 27:25, 20:25)        | Volley Bartreng |
| 2. KOLEJKA |       |                 |                                         |                 |
| 21.04.2021 | 20:15 | CHEV Diekirch   | 3:0 (25:23, 25:18, 25:18)               | VB Echternach   |
| 21.04.2021 | 20:15 | Volley Bartreng | 3:0 (25:22, 25:21, 25:19)               | VC Belair       |
| 3. KOLEJKA |       |                 |                                         |                 |
| 24.04.2021 | 17:00 | CHEV Diekirch   | 3:0 (25:20, 25:22, 25:23)               | Volley Bartreng |
| 24.04.2021 | 19:00 | VC Belair       | 3:0 (25:19, 25:17, 25:21)               | VB Echternach   |
| 4. KOLEJKA |       |                 |                                         |                 |
| 02.05.2021 | 16:00 | VB Echternach   | 0:3 (18:25, 15:25, 18:25)               | CHEV Diekirch   |
| 06.05.2021 | 20:00 | VC Belair       | 1:3 (14:25, 25:20, 19:25, 17:25)        | Volley Bartreng |
| 5. KOLEJKA |       |                 |                                         |                 |
| 09.05.2021 | 15:00 | CHEV Diekirch   | 3:1 (20:25, 25:16, 25:22, 25:19)        | VC Belair       |
| 09.05.2021 | 15:30 | Volley Bartreng | 3:0 (25:19, 25:17, 25:21)               | VB Echternach   |
| 6. KOLEJKA |       |                 |                                         |                 |
| 12.05.2021 | 20:30 | Volley Bartreng | 3:0 (27:25, 26:24, 25:23)               | CHEV Diekirch   |
| 15.05.2021 | 17:00 | VB Echternach   | 3:2 (25:21, 25:17, 21:25, 23:25, 15:10) | VC Belair       |

### Tabela
| Lp. | Drużyna         | Pkt | Mecze | Mecze | Mecze | Rodzaj wyniku | Rodzaj wyniku | Rodzaj wyniku | Rodzaj wyniku | Rodzaj wyniku | Rodzaj wyniku | Sety | Sety | Sety  | Małe punkty | Małe punkty | Małe punkty |
| Lp. | Drużyna         | Pkt | M     | W     | P     | 3:0           | 3:1           | 3:2           | 2:3           | 1:3           | 0:3           | wyg. | prz. | stos. | zdob.       | str.        | stos.       |
| --- | --------------- | --- | ----- | ----- | ----- | ------------- | ------------- | ------------- | ------------- | ------------- | ------------- | ---- | ---- | ----- | ----------- | ----------- | ----------- |
| 1   | CHEV Diekirch   | 25  | 13    | 8     | 5     | 5             | 3             | 0             | 1             | 1             | 3             | 27   | 18   | 1.5   | 1069        | 996         | 1.07        |
| 2   | Volley Bartreng | 21  | 13    | 7     | 6     | 4             | 3             | 0             | 0             | 2             | 4             | 23   | 21   | 1.1   | 1003        | 982         | 1.02        |
| 3   | VC Belair       | 6   | 13    | 2     | 11    | 1             | 0             | 1             | 1             | 3             | 7             | 11   | 35   | 0.31  | 894         | 1085        | 0.82        |
| 4   | VB Echternach   | 3   | 13    | 1     | 12    | 0             | 0             | 1             | 1             | 2             | 9             | 7    | 38   | 0.18  | 831         | 1082        | 0.77        |

Źródło: FLVB (fr.)
Punktacja: 3:0 i 3:1 – 3 pkt; 3:2 – 2 pkt; 2:3 – 1 pkt; 1:3 i 0:3 – 0 pkt
Zasady ustalania kolejności: 1. liczba punktów; 2. liczba zwycięstw; 3. stosunek setów; 4. stosunek małych punktów; 5. bilans w bezpośrednich meczach

## Klasyfikacja końcowa
| Poz. | Drużyna          |
| ---- | ---------------- |
| 1.   | VC Strassen      |
| 2.   | VC Lorentzweiler |
| 3.   | Escher VBC       |
| 4.   | VC Fentange      |
| 5.   | CHEV Diekirch    |
| 6.   | Volley Bartreng  |
| 7.   | VC Belair        |
| 8.   | VB Echternach    |

     Eliminacje Ligi Mistrzów 2021/2022
     Puchar Challenge 2021/2022